# Domen inhibitora apoptoze
Domen inhibitora apoptoze (IAP ponavljanje, Bakulovirusni inhibitor apoptoznog proteinskog ponavljanja, BIR) je strukturni motiv prisutan u proteinima koji učestvuju u apoptozi, citokinskoj produkciji, i segregaciji hromozoma. Proteini koji sadrže BIR su poznati kao inhibitori apoptoze (IAP), kao i BIRP ili BIRC (engl. BIR-containing proteins). U te proteine se ubrajaju BIRC1 (NAIP), BIRC2 (cIAP1), BIRC3 (cIAP2), BIRC4 (xIAP), BIRC5 (survivin) i BIRC6.
BIR domeni pripadaju familiji domena cinkovog prsta i karakteristično imaju brojne nepromenljive aminokiselinske ostatke, uključujući tri konzervirana cisteina je jedan konzervirani histidin, sa koordinatno vezanim jonom cinka. Oni se tipično sastoje od 4-5 alfa heliksa i trolančane beta ravni.

## Spoljašnje veze
Ovaj artikal sadrži tekst iz javnog vlasništva Pfam i InterPro IPR001370